# هیرویوکی کیتاکوبو
هیرویوکی کیتاکوبو (انگلیسی: Hiroyuki Kitakubo؛ زادهٔ ۱۵ نوامبر ۱۹۶۳) کارگردان فیلم، پویانما، فیلم‌نامه‌نویس، و کارگردان فیلم اهل ژاپن است.